# Conognatha theryi
Conognatha theryi es una especie de escarabajo del género Conognatha, familia Buprestidae. Fue descrita científicamente por Obenberger en 1934.